# Artsem Karalek

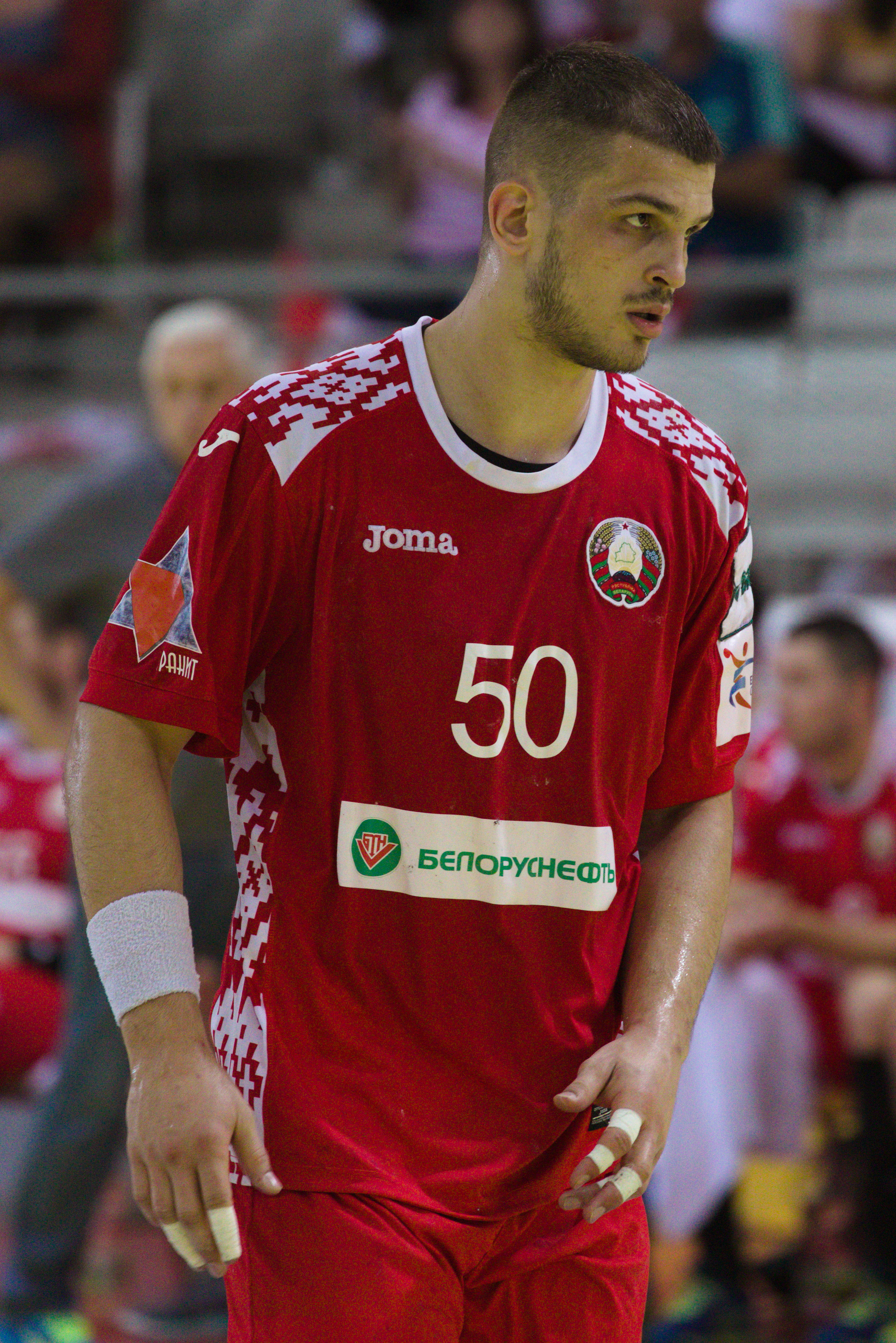
Artsem Karalek i juni 2018.

Artsem Karalek, född 20 februari 1996 i Hrodna, är en belarusisk handbollsspelare (mittsexa). 2013 debuterade han för Belarus landslag och sedan 2018 spelar han för det polska stjärnlaget KS Kielce.

## Klubbar
- Kronon Hrodna (–2014)
- SKA Minsk (2014–2016)
- Saint-Raphaël Var HB (2016–2018)
- KS Kielce (2018–)